# Art de la Llum
Art de la Llum (en español: Arte de la luz) fue una revista española de fotografía editada en Barcelona publicada entre junio de 1933 y marzo de 1935. Se subtitulaba Revista Fotogràfica de Catalunya (Revista fotográfica de Cataluña) con una orientación pictorialista.
Esta revista se publica patrocinada por nueve sociedades fotográficas y otros grupos culturales y dirigida por Andreu Mir Escudé, uno de sus fines era dar a conocer la fotografía como arte aunque desde una concepción de la misma con los parámetros del pictorialismo. Los principales autores que publicaron fueron: Léonard Misonne, Alexander Keighley, Pla Janini, Antoni Arissa Asmarats, Joan Porqueras, Antoni Campañà, Claudi Carbonell, Josep Massana, Ramón Batlles, Josep Maria Casals Ariet y Francisco Andrada Escribano.
La revista además de mostrar las fotografías del pictorialismo tardío trataba de dar a conocer a los principales representantes catalanes del mismo. Junto a las fotografías aparecían artículos de tipo técnico y especialmente artístico sobre la misma.
Apareció cuando se debatía sobre el Estatuto de Autonomía y estaba completamente escrita en catalán, su subtítulo era «Revista fotográfica de Cataluña» e impulsó la «Diada de la Foto» por lo que formó parte del movimiento reivindicativo del catalanismo de la época. Por otro lado, debe considerarse que las principales reivindicaciones de la fotografía como arte en España procedieron de este movimiento pictorialista y esta revista se encuentra entre las primeras voces en solicitar la creación de un Museo dedicado a la fotografía.